# Stazione di Vitry-le-François
La stazione di Vitry-le-François (in francese Gare de Vitry-le-François) è la principale stazione ferroviaria di Vitry-le-François, Francia.